# اکریکسیناتوسور
اکریکسیناتوسور (نام علمی: Ekrixinatosaurus) نام یک گونه از زیرخانواده گوشت‌خوارگاویان است.